# 七朵组合
七朵组合是黑钻文化与华音世纪合作推出的中国风女子组合，于2011年组建，2012年6月28日正式出道。現任成員為喻筱博、颜灵兰、韦欢、吴圆圆、刘木子。

## 概要
七朵组合於2012年6月28日正式出道，主打歌《咏春》，出道成員為一朵许祺曼、二朵喻筱博、三朵颜灵兰、四朵韦欢、五朵吴圆圆、六朵罗瑜敏、小朵刘木子。第一张EP《咏春》于2012年8月发布。
七朵组合为探索C-pop音乐的前端團體，她们将古典与现代结合，获得了广泛认可。七朵組合的舞蹈被许多学校、B站UP主等翻跳，其中也不乏有成功出道的組合。
2014年5月26日，黑钻文化於微博宣布，二朵喻筱博、三朵颜灵兰、五朵吴圆圆、六朵罗瑜敏、小朵刘木子将在6月10日與黑钻文化合约期满后离队。2015年4月11日，由许祺曼、韦欢、卓鸣、蔡佳霖、王彦淇、周诗涵、娄倬瑜组成的二代七朵组合在第三届音悦V榜年度盛典首度亮相，并演唱新作品《华佗在》。2016年1月17日，第二代七朵组合在南通进行了最后一场表演，至此二代解散。
2017年6月28日，七朵组合官方微博公布，一代七朵的其中五位成员宣布回归，截止目前已經确定回归的人员有二朵喻筱博、三朵颜灵兰、四朵韦欢、五朵吴圆圆、小朵刘木子。
2017年9月1日，七朵组合发布回归后第一首单曲《青蛇》，随后于9月15日、9月30日相继发布舞蹈练习室和MV视频。2019年6月28日，七朵组合发布七周年纪念歌曲《七叶草》，作為送给七朵组合粉丝们七叶草的礼物。

## 成員列表
現任成員
| 姓名   | 艺名 | 出生日期       | 籍贯     | 備註     |
| ------ | ---- | -------------- | -------- | -------- |
| 喻筱博 | 二朵 | 1990年11月24日 | 辽宁     | 一代成員 |
| 颜灵兰 | 三朵 | 1990年11月28日 | 湖南株洲 | 一代成員 |
| 韦欢   | 四朵 | 1991年3月28日  | 安徽     | 一代成員 |
| 吴圆圆 | 五朵 | 1991年8月29日  | 广东汕头 | 一代成員 |
| 刘木子 | 小朵 | 1992年8月22日  | 湖南邵阳 | 一代成員 |

已離隊成員
| 姓名   | 艺名 | 出生日期      | 籍贯     | 備註     |
| ------ | ---- | ------------- | -------- | -------- |
| 许祺曼 | 一朵 | 1989年12月4日 | 山西     | 一代成員 |
| 罗瑜敏 | 六朵 | 1992年5月17日 | 广东深圳 | 一代成員 |
| 卓鸣   |      | 9月11日       | 四川     | 二代成員 |
| 蔡佳霖 |      | 3月5日        | 广东深圳 | 二代成員 |
| 王彦淇 |      | 9月22日       | 湖南     | 二代成員 |
| 周诗涵 |      | 10月18日      | 广东深圳 | 二代成員 |
| 娄倬瑜 |      | 9月27日       | 广东深圳 | 二代成員 |

## 音乐作品
| 作品名                                     | 发布时间       | 所获奖项                               | 作词           | 作曲           |
| ------------------------------------------ | -------------- | -------------------------------------- | -------------- | -------------- |
| 《咏春》                                   | 2012年7月      | 香港TVB8金曲奖最佳新人以及年度最佳组合 | 花晶晶         | 何亮           |
| 《心慌慌》                                 | 2012年8月      | 第三届深圳原创音乐奖十佳金曲奖         | 花晶晶         | 何亮           |
| 《咏春》（贺岁版）                         | 2013年1月21日  |                                        | 花晶晶         | 何亮           |
| 《落花情》(“悲”季首发 )                    | 2013年3月5日   |                                        | 程渤智         | 范炜           |
| 《玉生烟》(“悲”季主打 )                    | 2013年5月17日  |                                        | 花晶晶         | 何亮           |
| 《宫商角徵羽》(“欢”季主打 )                  | 2013年9月10日  |                                        | 成员小朵刘木子 | 何亮           |
| 《honey》(“欢”季清新pop )                  | 2013年10月31日 |                                        | 花晶晶         | 朴智荣，何亮   |
| 《桂花香》(“离”季主打 )                    | 2013年12月16日 |                                        | 海潮           | 兰一虹         |
| 《蝴蝶恋》                                 | 2014年2月14日  |                                        | 程渤智         | 范炜           |
| 《神武女儿国》( 网游《神武女儿国》主题曲 ) | 2014年4月26日  |                                        | 小旭音乐工作室 | 小旭音乐工作室 |
| 《落叶》( 微剧《青春忏悔录》主题曲 )       | 2014年8月5日   |                                        | Willen         | 何亮           |
| 《青蛇》                                   | 2017年9月1日   | 第二届VIP澳门百老汇音乐榜热播组合奖    | 邹梓骅         | 邹梓骅         |
| 《醉花荫》                                 | 2017年11月10日 |                                        | Willen         | Willen         |
| 《归来》                                   | 2017年12月26日 |                                        | 陈鹏杰         | 冥凰           |
| 《将军令》                                 | 2018年1月21日  |                                        | 何亮           | 何亮           |
| 《江南夜》                                 | 2018年8月24日  |                                        | 苗柏杨         | 何亮           |
| 《如故》                                   | 2018年11月19日 |                                        | 苗柏杨 天天    | 何亮           |
| 《情剑》                                   | 2018年12月29日 |                                        | Willen         | Willen         |
| 《女侠》                                   | 2019年1月11日  |                                        | Willen         | Willen         |
| 《七叶草》                                 | 2019年6月28日  |                                        | C.JERRY许文哲  | C.JERRY许文哲  |

## 相关
- 七朵组合舞蹈版《咏春》受热捧 被赞中国第一女团（页面存档备份，存于）
- 七朵组合受邀参加音悦台V-Chart Awards颁奖典礼 获最具人气潜力奖提名（页面存档备份，存于）
- 七朵组合五位成员回归 预计九月初发布新作（页面存档备份，存于）
- 七朵组合《青蛇》发布 叙说千年爱恨情仇（页面存档备份，存于）
- 七朵组合受邀第二届VIP澳门百老汇音乐榜颁奖典礼获热播组合奖 感谢粉丝五年来不离不弃（页面存档备份，存于）
- 七朵组合酷狗直播首唱《青蛇》，变身“蛇精”少女（页面存档备份，存于）
- 七朵组合《醉花荫》首发 化身民国女子寄相思（页面存档备份，存于）

## 官方微博
- 七朵组合官方微博
- 七朵组合粉丝团官方微博
- 七朵组合成员二朵喻筱博微博
- 七朵组合成员三朵颜灵兰微博
- 七朵组合成员四朵韦欢微博
- 七朵组合成员五朵吴圆圆微博
- 七朵组合成员小朵刘木子微博